# Inundações na China em 2020
Desde o início de junho de 2020, as inundações afetaram severamente grandes extensões do sul da China devido às fortes chuvas causadas pela estação chuvosa regional, principalmente ao redor da bacia do Yangtze e seus afluentes, com chuvas que devem atingir o centro e o leste da China em julho descrito como o pior desde pelo menos 1998.
Segundo o Ministério de Gerenciamento de Emergências, até o final de junho as inundações haviam deslocado 744.000 pessoas em 26 províncias, com 81 pessoas desaparecidas ou mortas. No início de julho, o South China Morning Post informou que cerca de 20   milhões de moradores foram afetados e pelo menos 121 pessoas estavam mortas ou desaparecidas. Em 28 de julho, as inundações afetaram 54,8   milhões de pessoas em 27 províncias, regiões e municípios autônomos, 158 pessoas foram encontradas mortas ou desaparecidas e 41.000 casas desabaram. O Ministério de Recursos Hídricos disse que um total de 443 rios foram inundados em todo o país, com 33 deles atingindo os níveis mais altos já registrados. Segundo estatísticas da Administração Nacional do Patrimônio Cultural (NCHA), 76 importantes relíquias culturais nacionais e 187 locais provinciais do patrimônio cultural sofreram danos de vários graus.
As regiões afetadas incluem Guangxi, Guizhou, Sichuan, Hubei e Chongqing . As regiões incluem a bacia superior e média do rio Yangtze e seus afluentes. Com mais chuva, as inundações começaram a se estender às regiões mais baixas da bacia do Yangtze, como Anhui, Jiangxi e Zhejiang . Hunan, Fujian e Yunnan também foram afetados.

## Causas d inundações

### Causas naturais
El Niño resultou no clima anormal em muitas partes da China. Hu Xiao, da Administração Meteorológica da China (CMA), indicou que as chuvas foram causadas por vapores crescentes dos oceanos da Índia e do Pacífico. Não há discussão, mas não há determinação de quanto a mudança climática é responsável pelas chuvas e inundações.

### Causas artificiais
Com o rápido aumento da população na China, a fim de aumentar a produção de grãos e a área habitacional, um grande número de praias dos lagos foi transformado em terras agrícolas e propriedades rurais.  O sério encolhimento e desaparecimento de lagos no meio e nas partes mais baixas do rio Yangtze é uma razão importante para o agravamento de desastres causados por enchentes. Em 1915, o lago Dongting tinha 5 000 quilômetro quadrados (1 900 sq mi)     . Em 2000, eram apenas 2 625 quilômetro quadrados (1 000 sq mi)     .  Na década de 1950, o lago Poyang tinha 4 350 quilômetro quadrados (1 700 sq mi)     .  Em 2000, eram apenas 3 750 quilômetro quadrados (1 400 sq mi)     .  Hubei já foi conhecida como "A Província dos Milhares de Lagos" ( 千湖之省 ).  No final dos anos 1950, havia 1.066 lagos em Hubei.  No início dos anos 80, restavam apenas 309.

## Barragem das Três Gargantas
Várias barragens nas bacias hidrográficas do controle do rio Yangtze; a maior e mais importante delas é a Barragem das Três Gargantas, com uma área de captação de cerca de 1 000 000 quilômetro quadrados (390 000 sq mi)     . Foi construído não apenas para geração de energia, mas também para controle de inundações . No final de junho, a barragem havia começado a liberar águas da enchente. Enquanto o CMA indicou que a descarga de inundações começou em 29 de junho, imagens de satélite sugerem que as comportas já foram abertas cinco dias antes. Yichang, uma cidade abaixo da barragem, sofreu extensas inundações, levantando questões sobre a eficácia do controle de cheias pela barragem. Temia-se que Wuhan pudesse ser inundado. De acordo com a empresa que administra a barragem, a barragem estava "reduzindo efetivamente a velocidade e a extensão do nível da água nas subidas média e baixa do rio Yangtze". Os críticos, no entanto, sugerem que a barragem "não está fazendo o que foi projetado" e é incapaz de lidar com eventos graves.
De acordo com um membro do comitê de especialistas do Centro Nacional de Redução de Desastres, sancionado pelo Estado, as restrições no fluxo humano durante a pandemia de COVID-19 na China continental interromperam a manutenção regular de barragens, a inspeção de barragens, o treinamento de funcionários e a construção de projetos hidráulicos, que foram agendadas no inverno e na primavera de 2020. Em resposta às preocupações com a estabilidade da barragem, o tablóide estatal do Global Times afirmou que a Barragem das Três Gargantas era "segura para chuvas fortes" e "não corre o risco de desabar" e que algumas organizações de mídia fora de A China continental fez uma questão desproporcional com a distorção da barragem.

## Inundações por província
Em 27 de junho, uma precipitação intensa de 3 horas de 118 milímetros (4,6 pol)   foi registrada na Zona de Desenvolvimento Econômico e Tecnológico de Hefei, dos quais 94 milímetros (3,7 pol)   foi gravada durante 1,5 h, das 17:30 às 19:00, o que foi raro por muitos anos.  Algumas seções e comunidades da estrada foram submersas.
Em 6 de julho, a  zh  , uma ponte de arco de pedra da dinastia Qing e uma unidade provincial de proteção de relíquias culturais na cidade de Sanxi, no condado de Jingde, foram destruídas. Em 7 de julho, algumas casas ao longo do rio Shuiyang, no distrito de Xuanzhou, em Xuancheng, foram submersas.
Em 7 de julho, vários reservatórios no condado de She encheram sua capacidade e atingiram níveis recordes, exigindo grandes libertações de água para aliviar o armazenamento perigosamente alto de água. Casas no condado de She foram inundadas. O primeiro dia do vestibular da National College (Gaokao) foi adiado devido a fortes chuvas. Em 7 de julho de 2020, a Ponte Zhenhai, uma grande ponte em arco de pedra no distrito de Tunxi, na cidade de Huangshan, e um " Grande Sítio Histórico e Cultural Protegido em Nível Nacional em Anhui ", foram destruídas por torrentes nas montanhas.
Em 9 de julho, o rio Yaodu ( 尧渡河) e Longquan River ( 龙泉河) no condado de Dongzhi excedeu o nível de água mais alto da história.
Todos os residentes em  zh  e  zh  de Tongling, ao longo do rio Yangtze, receberam ordem de evacuar em 11 de julho.
Em 14 de julho, foi emitida uma emergência pelo Escritório Provincial de Controle de Cheias e Alívio da Seca de Anhui, que ordenou que todos os moradores que viviam na ilha central do rio Yangtze ou ao longo do rio Yangtze em Anqing, Chizhou, Tongling, Wuhu e Maanshan evacuassem .
Em 16 de julho, no  zh  do condado de Zongyang, todas as 2.272 pessoas restantes foram evacuadas, exceto as 176 deixadas para trás.
Em 18 de julho, a Comissão do Rio Huai do Ministério de Recursos Hídricos elevou a resposta de controle de inundações do Nível III para o Nível II.
Em 19 de julho, o governo do condado de Quanjiao destruiu várias lacunas no dique do rio Chu para liberar inundações.
Às 8h32 do dia 20 de julho, o governo do condado de Nan abriu as comportas da represa de Wangjia, no rio Huai, porque a água estava aumentando em um nível muito alto.  A última descarga de inundação foi há 13 anos.
Às 10h24 do dia 21 de julho, o nível da água na Estação Zhongmiao de Chaohu atingiu 13,36 metros (43,8 pé)  , que é o nível da água de Chaohu, uma vez no século.
Em 22 de julho, cinco escavadeiras foram levadas pela inundação em Shida Levee, Lujiang County . Nesse mesmo dia, um bombeiro chamado Chen Lu ( 陈陆  ) foi varrido pela enchente enquanto procurava pessoas presas no condado de Lujiang.
Em 23 de julho, em Chaohu, afetado pelas fortes chuvas contínuas, o nível da água do rio Zhegao subiu e as ruas da cidade de  zh  foram submersos.

### Chongqing
Às 20:00 do dia 22 de junho, a "Estação Hidrológica de Qijiang 綦江五岔水文站 " ( 綦江五岔水文站  ) na  zh  registrou um nível de água de 205,85 metros (675,4 pé)  , que era de 5,34 metros (17,5 pé)   superior ao nível de água garantido ( 200,51 metros (657,8 pé)   ). A Estação Hidrológica Qijiang Wucha alcançou 205,85 metros (675,4 pé)  , superando o recorde anterior de 205,55 metros (674,4 pé)   em 1998, inundações na China . Em 22 de junho, partes do  zh de Qijiang  estavam submersos, com algumas estradas debaixo d'água. 13.874 residentes no distrito de Qijiang, ao longo do rio Qi, receberam ordem de evacuar em 22 de junho.
Em 15 de julho, centenas de casas na  zh  do condado de Chengkou foram evacuados devido a chuvas e inundações catastróficas.
Às 15:00 do dia 17 de julho, inundações explodiram uma ponte na  zh  de Pengshui Miao e Tujia, um homem caiu no rio e desapareceu.
Em 27 de julho, afetado pelas fortes chuvas persistentes, o primeiro andar das lojas na cidade de Ciqikou, ao lado do rio Yangtze, foi inundado. Partes do distrito de Yuzhong e todo o mercado de materiais de construção de Caiyuanba e mercado de frutas ( 菜园坝建材市场和水果市场  ) perto do rio inchado foram inundados.

### Fujian
Em 9 de julho, ocorreu uma tempestade em Nanping, causando inundações, deslizamentos de terra e outros desastres, muitas estradas foram destruídas e lavouras foram inundadas. A cidade de Wuyishan tinha sérios encharcamentos de água e o governo local emitiu um sinal de alerta vermelho de tempestade, e o ponto cênico de Wuyishan havia sido fechado.
De 11 a 14 de junho, uma chuva torrencial atingiu Youyang Tujia e Miao Autonomous County e Shizhu Tujia Autonomous County . Em 14 de junho, a Huaxia Minzu School ( 华夏民族小学  ) foi inundado. Em 22 de junho, casas em Youyang Tujia e Miao Autonomous County também foram inundadas.

### Guangdong
Em 22 de maio, a maior precipitação de uma hora em 2020 na China é a Ponte Huangpu de Guangzhou, 168 milímetros (6,6 pol)   . A linha 13 do metrô de Guangzhou foi interrompida devido à água que voltou ao túnel.
Às 11:00 do dia 8 de junho, estradas e terras agrícolas na vila de Lianxin, na cidade de  zh  em Heyuan foram tragados pelas inundações. O dique 永汉堤 ( 永汉堤  ) no rio Dong entrou em colapso, liberando 3 metros (9,8 pé)   a 5 metros (16 pé)   parede de água.  Inundação cercada Hekou Village da  zh de  zh  no Condado de Longmen, tornando-o uma ilha. Estradas e rodovias foram severamente danificadas ou destruídas no Condado de Longmen.

### Guangxi
Em 7 de junho, a precipitação diária no condado de Yangshuo, em Guilin, era de 327,7 milímetros (12,90 pol)  , quebrando o recorde local de precipitação diária. O alagamento ocorreu em várias cidades, incluindo Putao, Baisha e  zh  A sede do condado estava embaixo d'água quando a chuva torrencial atingiu. A barragem do reservatório de Shazixi na  zh  desabou, 510 moradores foram forçados a evacuar.  zh  e  zh  do condado de Yongfu estavam encharcados.   zh  e a  zh  de Lipu ao lado do  zh  ,  zh  e o rio Hualong foram cercados por inundações.
Em 8 de junho, a Estação Hidrológica de Pingle, no rio Gui, atingiu a máxima 105,87 metros (347,3 pé) de 105,87 metros (347,3 pé)   e cruzou a marca de perigo de 6,37 metros (20,9 pé)  , superando o recorde anterior estabelecido em 1936. As rodovias nacional G321 e G323, G65 Baotou – Maoming Expressway e G59 Hohhot – Beihai Expressway foram fechadas devido a deslizamentos de terra.  Na  zh  do distrito de Yufeng, Liuzhou, casas, ruas e empresas estava debaixo d'água quando as chuvas torrenciais atingiram.

### Guizhou
Das 07:00 de 11 de junho às 07:00 de 12 de junho, uma chuva torrencial de 264,6 milímetros (10,42 pol)   caiu na  zh  do condado de Zhen'an, com precipitação máxima horária de 163,3 milímetros (6,43 pol)  , quebrando o recorde histórico de Guizhou em uma hora. É também a maior precipitação de uma hora da China, depois de Guangzhou de 168 milímetros (6,6 pol)   em 22 de maio.  Em todo o condado, 8 pessoas foram mortas e 5 estavam desaparecidas.
Às 7:00 da manhã de 14 de junho, um total de 438.000 pessoas em 51 municípios de 8 cidades de Guizhou foram afetadas, 10 pessoas morreram, 14 pessoas desapareceram e 21.000 pessoas foram forçadas a evacuar; quase 100 casas desabaram e mais de 8.000 foram danificadas; 175 000 hectares (1 800 km2)     das culturas foram afetadas, incluindo 28 000 hectares (280 km2)     não terá colheita; e a perda econômica direta foi de 880   milhões de yuans.
De 23 a 24 de junho, a chuva torrencial atingiu o condado de Rongjiang, resultando em uma perda econômica direta de 92.1025   milhões de yuans devido a estradas rurais no condado sofreram grandes danos.
Às 7h05 de 8 de julho, pelo menos seis pessoas foram mortas quando ocorreu um deslizamento de terra na vila de Shiban ( 石板村  ) do Condado Autônomo de Songtao Miao .
Em 12 de julho, partes da Rodovia Nacional G212 na  zh  de Renhuai foi fechado devido a inundações nas montanhas. Loushanguan Scenic Spot ( 娄山关景区  ) também foi fechado.

### Hubei
Em 13 de julho, na província de Hubei, pelo menos 14 pessoas estavam mortas e outras cinco estavam desaparecidas.  Mais de nove milhões de pessoas foram afetadas.
Às 19 horas do dia 5 de julho, o nível da água do reservatório de Baiyanghe subiu para 84,62 metros (277,6 pé)   . Às 12 horas do dia 6 de julho, a barragem escorregou e deformada e 29.000 pessoas foram evacuadas.
Às 4 horas da manhã de 8 de julho, um deslizamento de terra causado por fortes chuvas na vila de Yuanshan, na cidade de  zh  no condado de Huangmei, matando 8 pessoas.
Às 13:00 do dia 11 de julho, o nível da água do lago Chang em Jingzhou atingiu 33,49 metros (109,9 pé)  , superando o recorde anterior de 33,46 metros (109,8 pé)   em 2016.
Em 17 de julho, na cidade de Enshi, as ruas e carros estavam cobertos de água. Todas as estradas foram fechadas dentro e fora da cidade.

### Hunan
Em 29 de junho, uma tempestade atingiu o condado de Fenghuang, Xiangxi Tujia e a prefeitura autônoma de Miao . A paisagem e as estradas dos dois lados do rio Tuo foram inundadas.
Em 3 de julho, o governo de Hunan lançou uma resposta de emergência de nível IV, a mais baixa no sistema de resposta de emergência de quatro camadas da China, para controle de inundações.
Em 8 de julho, Madian Reservoir ( 马店水库  ) do condado de Yueyang recebeu 303 milímetros (12 pol)   da precipitação total, representando a maior precipitação acumulada desde 1952.
Em 8 de julho, no Zhangjiajie, no noroeste de Hunan, um homem pescando peixe foi arrastado pela enchente.
O Centro de Pesquisa de Recursos Hídricos e Hidrográficos de Hunan emitiu um aviso de inundação de laranja às 12:20 da noite de 11 de julho. Às 14 horas do dia 11 de julho, Orange Isle foi fechada.
Em 20 de julho, o governo de Hunan anunciou que, a partir de 20 de julho, as fortes chuvas persistentes afetavam mais de 6,01   milhões de pessoas em 117 municípios de 14 prefeituras de Hunan e mais de 347.000 pessoas foram transferidas e reassentadas com urgência.

### Jiangxi
Jiangxi sofreu grandes inundações em julho de 2020, principalmente ao longo do lago Poyang e seus afluentes em Jiujiang, Shangrao e Pingxiang.
Às 12 horas do dia 12 de julho, o nível da água na estação de Xingzi, no lago Poyang, atingiu 22,53 metros (73,9 pé)  , superando o recorde de 22,52 metros (73,9 pé)   em 1998, inundações na China.
Moradores foram forçados a evacuar a  zh  e  zh  de Jiujiang em 12 de julho, quando o rio inundado começou a ultrapassar as casas. Jiangzhou é uma ilha no meio do rio Yangtze, no final do lago Poyang, o governo local emitiu um chamado nas mídias sociais para que todos, da cidade de 18 a 60 anos, retornem e ajudem a combater o dilúvio, citando uma grave falta de mãos para reforçar barragens.
Em 11 de julho, o governo de Jiangxi elevou sua resposta de controle de inundação do nível II para o nível I, o nível mais alto da resposta emergencial em quatro níveis da China a inundações. O rio Rao atingiu a máxima 22,65 metros (74,3 pé) de 22,65 metros (74,3 pé)  , cruzando a marca de perigo e superando o recorde anterior de 22,43 metros (73,6 pé)   estabelecido em 1998. Parques, casas e empresas no condado de Poyang foram ultrapassados pelo rio Rao, deixando partes do município acessíveis apenas por barco. O Exército 73123 da  zh  correu para o condado de Poyang para combater as enchentes. No condado de Dongzhi, as inundações afetaram mais de 260.000 pessoas, ou cerca de metade da população do condado.
Na tarde de 8 de julho, a ponte Qinghua Rainbow Bridge foi devastada pela enchente.  No início da manhã de 9 de julho, o nível mais alto da água da Estação Hidrológica de Sandu, no condado de Wuyuan, atingiu 62,74 metros (205,8 pé)  , excedendo o nível de aviso de água em 4,74 metros (15,6 pé)   .

### Sichuan
Em 17 de junho, fortes chuvas provocaram deslizamentos de terra e inundações, deixando 2 pessoas desaparecidas no Condado de Danba .
Das 18 horas da noite de 26 de junho às 1 da manhã de 27 de junho, ocorreu uma tempestade repentina no norte do condado de Mianning . A rodovia nacional 248 caiu no  zh , fazendo com que dois veículos passem para o rio. Apenas cinco dos dez passageiros foram resgatados, dois morreram e três estavam desaparecidos. Até as 23:00 do dia 30 de junho, 14 pessoas foram mortas e 8 desapareceram no subdistrito de Gaoyang e na  zh  Em 1º de julho, 500 hectares (5,0 km2)     das culturas afetadas, 280 hectares (2,8 km2)     foram danificados e 70 hectares (0,70 km2)     não terá colheita, mais de 280 casas desmoronaram ou gravemente danificadas e 2.300 casas parcialmente danificadas.
Em 6 de julho, 4 pessoas estavam desaparecidas do fluxo de detritos causado pelas inundações na  zh  do condado de Xiaojin .
Em 16 de julho, no distrito de Tongchuan, em Dazhou, 7 pessoas foram nadar no rio e 2 pessoas foram levadas pelas inundações.

### Yunnan
De 29 a 30 de junho, ocorreu uma forte tempestade no condado de Zhenxiong, no condado de Yiliang, no condado de Weixin e no condado de Yanjin . O nível do  zh  , um afluente do rio Yangtze, subiu 8 metros (26 pé)  , causando graves inundações nas cidades e vilas ao longo do rio. A partir das 21:00 do dia 30 de junho, 3 871,54 hectares (38,7 154 km2)     de culturas como milho, batata e tabaco foram afetadas, 3 745,09 hectares (37,4 509 km2)     foram danificados e 84,68 hectares (0,8 468 km2)     não terá colheita e mais de 90 casas desabaram, 59 casas danificadas e 90 casas parcialmente danificadas.

### Zhejiang

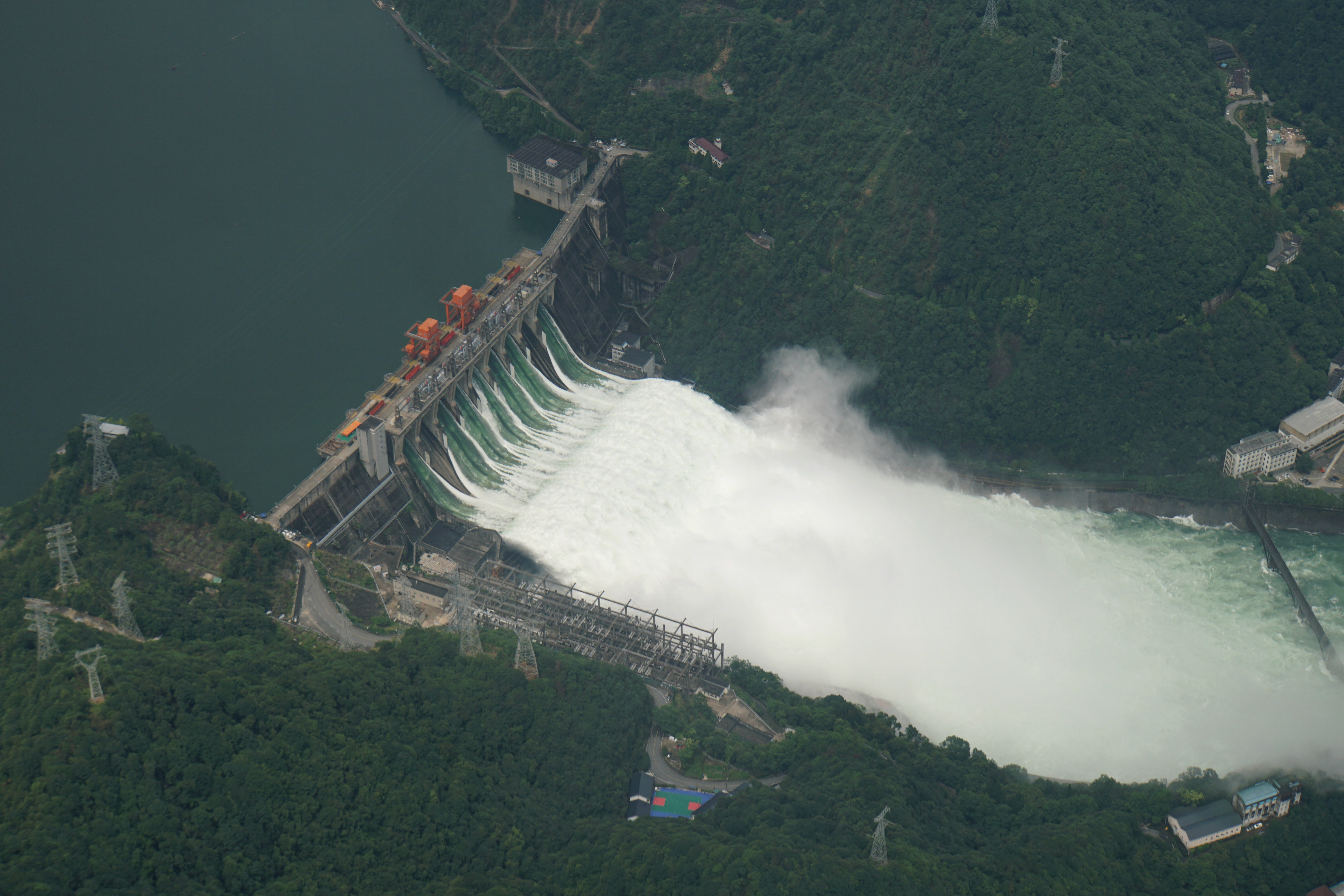
Inundações na represa do rio Xin'an

Em 29 de maio, o condado de Chunan sofreu a chuva de ameixa mais forte da história. Em 8 de julho, o nível do lago Qiandao atingiu o nível mais alto da história. Às 9 horas da manhã de 8 de julho, a usina hidrelétrica de Xin'an River começou a descarregar as inundações. É a primeira vez desde a conclusão da estação hidrelétrica que todos os 9 portões foram totalmente abertos para descarga de inundações.

## Ações do governo
O governo chinês alocou cerca de 309   milhões de yuans (44,2   milhões de dólares americanos) para alívio de desastres em regiões atingidas por enchentes.  Em 8 e 12 de julho, o Secretário Geral do Partido Comunista da China e o líder supremo Xi Jinping, bem como o Primeiro - Ministro Li Keqiang, pediram sucessivamente todos os esforços em operações de resgate e socorro em áreas inundadas em toda a China e enfatizaram que garantir a vida das pessoas e segurança é uma prioridade.
Na noite de 12 de julho, mais de 7.000 oficiais e soldados do 71º Exército do Grupo e do 72º Exército do Grupo foram para Jiujiang e Tongling para participar de tarefas de combate a enchentes e resgate de emergência. Na manhã de 14 de julho, mais de 3.700 oficiais e soldados do 73º Exército do Grupo correram para o condado de Yugan para lutar contra enchentes e lidar com emergências.    Em 14 de julho, de acordo com a ordem da Comissão Militar Central, mais de 16.000 oficiais e soldados foram enviados para Jiujiang, Shangrao e outras áreas de Jiangxi para combater as inundações.    Às 23:00 de 19 de julho, os oficiais do Comando do Teatro Central chegaram a Wuhan, Hubei, para comandar o combate às enchentes e o socorro a desastres. Em 22 de julho, o governo chinês canalizou 830   milhões de yuans (119,05   milhões de dólares) do seu orçamento central para restaurar a conservação da água e as instalações de produção agrícola em 12 regiões provinciais atingidas pelas enchentes.